# 萨尔萨酱

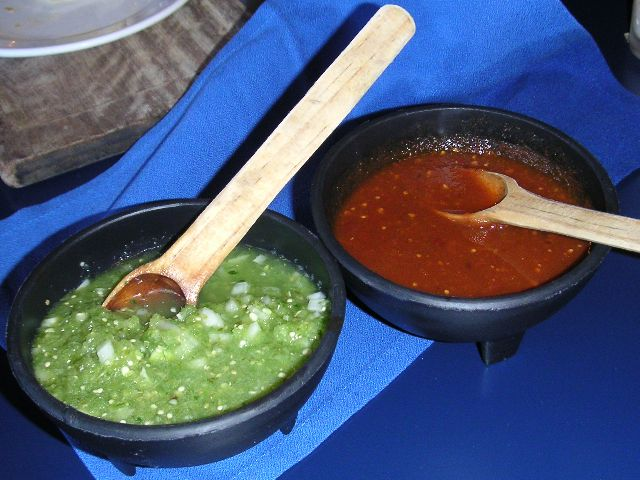
紅色與綠色的莎莎醬

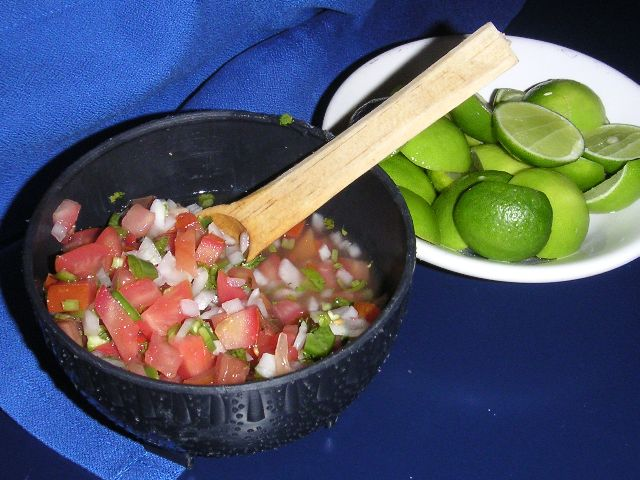
製作莎莎醬所用的碎番茄粒

莎莎酱是对墨西哥菜餚中用的烹调和佐餐酱料的通称，一般用番茄和辣椒制成，多为辣味，所以常称莎莎辣酱。由此影响，在美國菜尤其是美式墨西哥餐中，對部分源自墨西哥菜的佐餐酱料也統稱为莎莎。傳統的墨西哥佐餐酱料是以石臼和杵敲打、研磨製成，現今則多採用果汁機。

## 词源
在西班牙语和意大利语中，「salsa」一词可以指任何一种酱料（英語：sauce），该词源自于拉丁文「salsa」，意思是“咸的”。
在英文中，「Salsa」专门用来指本文所描述的莎莎酱。

## 種類
知名的莎莎醬有以下幾種：
- 紅醬（Salsa roja）：在墨西哥和美國西南部做為調味料用，通常以煮熟的番茄、紅辣椒、洋蔥、大蒜、新鮮香菜製成。
- 生醬（Salsa cruda）：又名「公雞嘴」（pico de gallo）、「碎醬」（salsa picada）、「墨西哥醬」（salsa mexicana）、「鮮醬」（salsa fresca）、「國旗醬」（salsa bandera）。只切丁混合，而非打成糊狀。以生的番茄、青檸汁、紅辣椒、洋蔥、香菜等食材製成。
- 青莎莎醬（Salsa verde）：墨西哥式青醬以通常是煮熟的綠番茄製做，有別於義大利式的青醬以蒜頭和羅勒製成。
- 捲餅醬（Salsa taquera）：以綠番茄、森田辣椒（morita chili）製成。

以下虽然在西班牙语里以salsa开头，但并不属于英语和国际语境中的莎莎酱：
- 牧場醬（Salsa ranchera）：以番茄、各種辣椒、香料製成，通常熱著吃，呈現濃糊、羹狀。牧場醬並凸顯了黑胡椒特有的風味。
- 狂野醬（Salsa brava）：微辣，通常以辣椒粉調味。
- 混醬（Mole，發音['mo.le]，salsa de mole）：以紅辣椒為基底，拌有辣味、無糖巧克力、杏仁等食材，所製成的墨西哥醬料。
  - 酪梨醬（guacamole）：以酪梨為主要食材的佐醬。

美国创新的莎莎醬有：
- 一般预制“莎莎酱”，起源是Pace Foods（英语：Pace Foods）创始人大卫·帕切以美国西南当地莎莎酱为基础以番茄、紅辣椒、洋蔥制成的酱料，[2]也创始了莎莎酱作为蘸料的先河，打开了这一新品类的市场。[3]虽然莎莎酱纯粹主义者不认为预制品可以叫做salsa cruda，但这一品类确实提高了莎莎酱的知名度，1992年美国国内销售额超过番茄沙司。[4]
- 一系列基于水果的“甜莎莎酱”，以甜味的水果或甜玉米粒替代番茄，佐以辣椒，有时加香菜、黑豆、洋葱等。[5]
  - 芒果莎莎醬（Mango Salsa）：一種又辣又甜的醬料，以芒果製成，常以墨西哥薄餅沾取食用，也時常用於點綴烤雞、烤魚。

## 健康问题
在美国，很多研究者发现莎莎酱如果制作或贮存不当，很容易成为细菌繁殖的温床。莎莎酱有很多种本身就含有生蔬果，必须清洗干净以防细菌进入。冷藏也很重要。冷藏是保证莎莎酱安全的关键。同时加入青柠汁（将酱的pH调整到3.6）和鲜剁大蒜也可以帮助抑制甚至杀死沙门氏菌（大蒜粉不可以）。

## 相關連結
- U.S. National Center for Home Food Preservation – Salsas （页面存档备份，存于）